# Polizeieinsatz

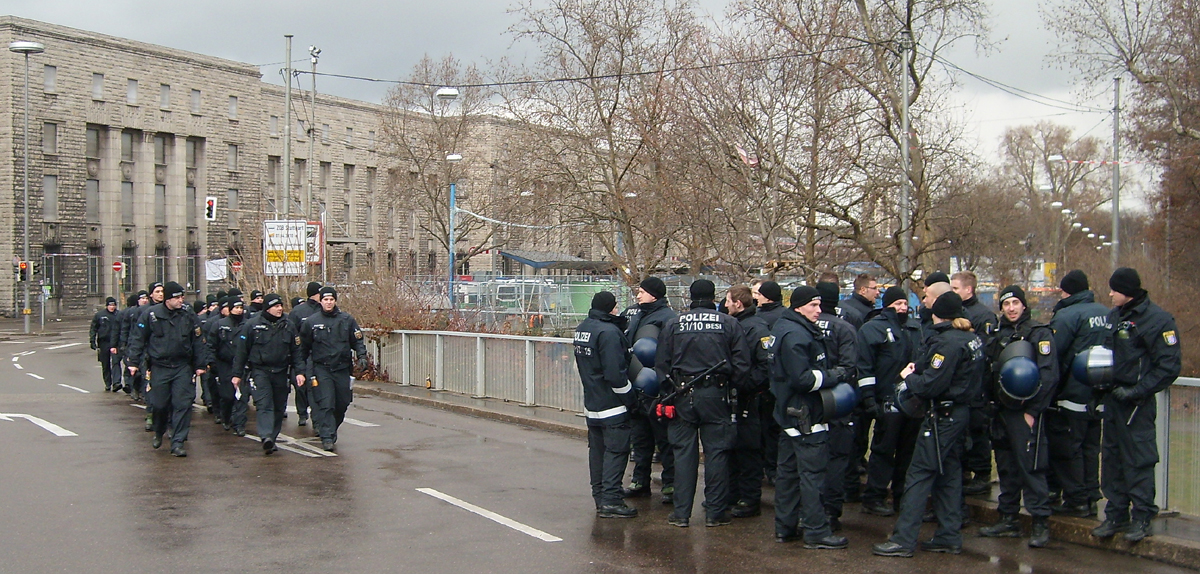
Polizeieinsatz vor dem Stuttgarter Hauptbahnhof im Januar 2012

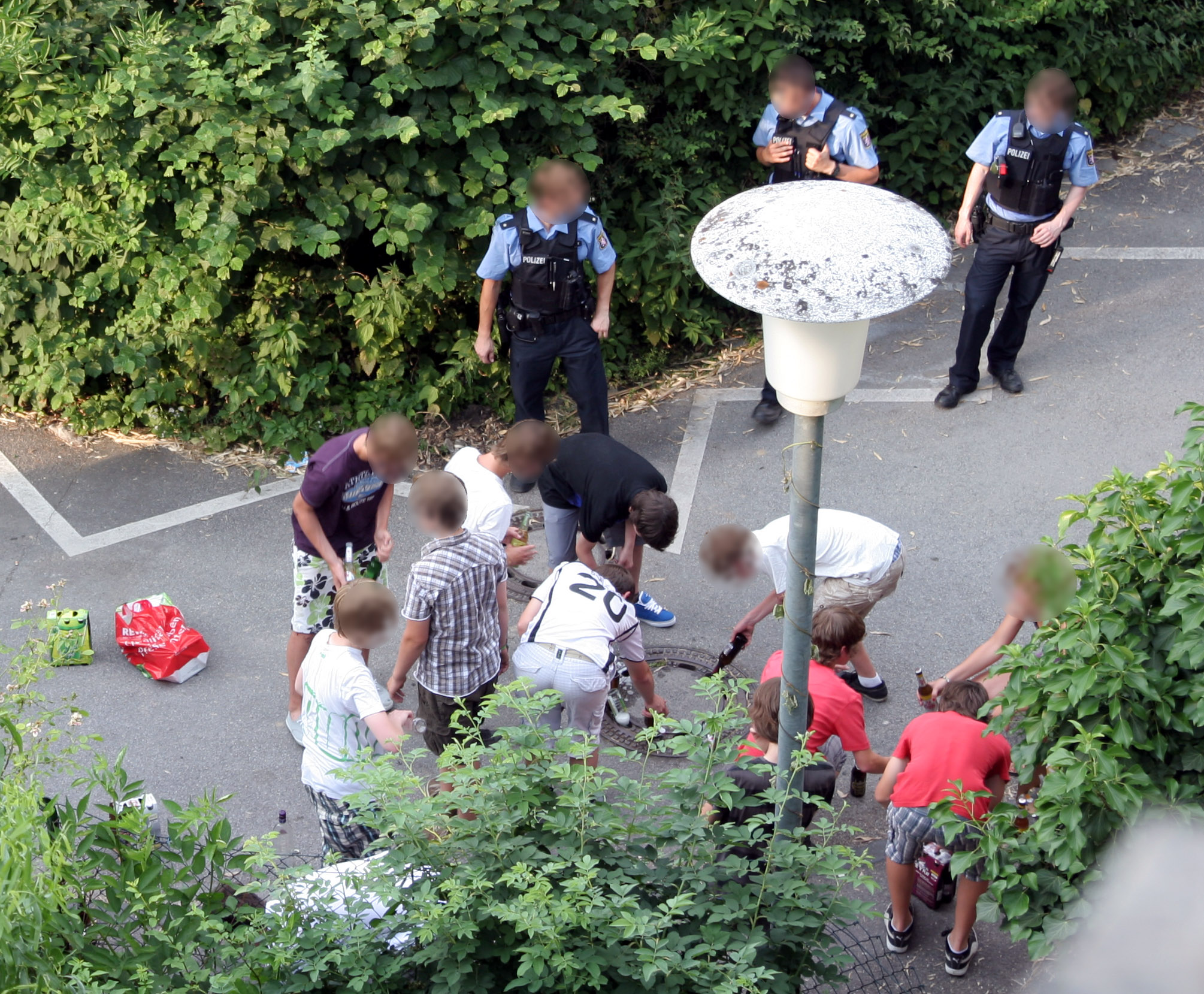
Polizeieinsatz im Rahmen des Jugendschutzgesetzes: Jugendliche müssen alkoholische Getränke in der Kanalisation entsorgen (2010)

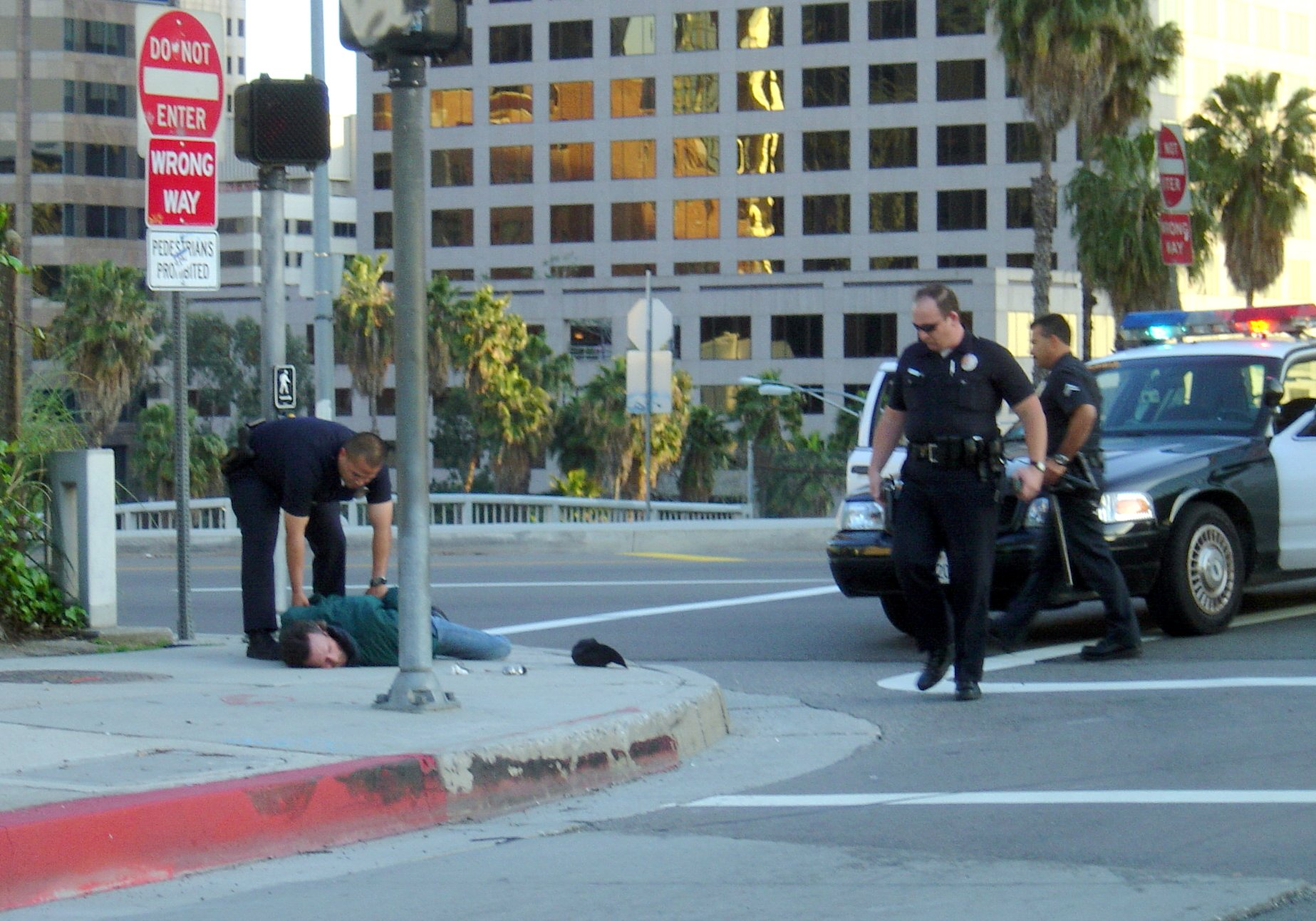
Beispiel für einen Polizeieinsatz: Die Ingewahrsamnahme einer Person

Ein Polizeieinsatz ist polizeiliches Handeln im Außendienst. Er dient der Bewältigung einer polizeilichen Lage. Jegliche Einsätze mit Eingriffscharakter müssen auf einer gesetzlichen Grundlage erfolgen. Nicht immer ist ein Polizeieinsatz eilbedürftig. Praktisch alle Polizeien – Schutzpolizei, Verkehrspolizei etc. – können einen Polizeieinsatz bewältigen.
Die Einsatzarten dienen entweder der Aufrechterhaltung der Öffentlichen Sicherheit und Ordnung (Gefahrenabwehr), der Strafverfolgung oder haben verwaltungsrechtliche Hintergründe (z. B. eine Vollzugshilfe). Diese Einsätze können entweder vorhersehbar und geplant („Zeitlage“) oder ad hoc auftreten („Sofortlage“), sind oft vielgestaltig und berühren die verschiedensten Rechtsgebiete wie Polizeirecht, Strafrecht, Ordnungswidrigkeitenrecht, Strafprozessrecht und Verwaltungsrecht. Das Erfordernis zum polizeilichen Handeln besteht aufgrund der Pflicht zur Gefahrenabwehr im Rahmen des pflichtgemäßen Ermessens (beim Polizeirecht), aufgrund des Legalitätsprinzips (im Strafverfahrensrecht) und aufgrund des Opportunitätsprinzips (im Bußgeldverfahrensrecht).

## Beispiele für Einsatzarten
Polizeieinsatzarten sind unter anderem Versammlungen, Straftaten, Ordnungswidrigkeiten, vermisste Personen, Verkehrsunfälle, Betriebsunfälle, Suizide, Alarmierungen, verdächtige Wahrnehmungen, Brände, Fahndungen, Randalierer, Belästigungen, Hilfeleistungen, Verkehrsbehinderungen, Ermittlungen, verwirrte Personen und ausgebrochene Gefangene.
Bei Sofortlagen wird ein Einsatz durch die Einsatzzentrale aufgebaut, die einen Kräfteaufruf vornimmt (Alarmierung). Hierbei werden Einsatzmittel zugeordnet (meistens Streifen des Einzeldienstes), die sich meistens mittels eines Einsatzfahrzeuges zur Einsatzstelle oder Kräftesammelstelle begeben und die erforderlichen Maßnahmen treffen. Hierbei können lagebedingt Sonder- und/oder Wegerechte in Anspruch genommen werden. Dort wird die Lage mittels einer Lagemeldung an die Einsatzzentrale oder an einen Einsatzleiter berichtet; dies geschieht in der Regel per Funk, wobei bestimmte Abkürzungen verwendet werden. Fahrzeuge moderner Polizeiverbände sind mit einem Funkmeldesystem ausgestattet. Hierdurch wird der Einsatzleitung ein Überblick über die Tätigkeiten und die Verfügbarkeit der Einsatzkräfte verschafft, wodurch die Steuerung und Koordinierung der Einsatzmittel erheblich erleichtert wird.
Nahezu jeder Einsatz enthält Maßnahmen und eine Sachbearbeitung, die sich zum Beispiel von der Festnahme über Vernehmungen, Durchsuchungen, erkennungsdienstliche Behandlungen, Abgleiche mit Dateien, Gegenüberstellungen, Dokumentations-, Berichts-, Melde- und Verständigungspflichten bis zur Strafanzeigenerstellung erstrecken können. Falschalarmierungen haben manchmal zur Folge, dass der Verursacher für die entstandenen Polizeikosten in Regress genommen wird.
Einsätze außerhalb einer besonderen Aufbauorganisation werden von der Einsatzzentrale geführt. Vor Ort wird ein Einsatz von derjenigen Streife geleitet, die zuerst am Ereignisort eingetroffen ist, genauer vom Streifenführer, oder ersatzweise je nach behördlicher Organisation vom Außendienstleiter, Dienstgruppenleiter, Dienstabteilungs- oder Dienstschichtleiter oder dem Dienststellenleiter der zuständigen Polizeidienststelle. Herausragende Ereignisse, wie z. B. Atommülltransporte oder Größere Gefahren-, Schadenlagen und Katastrophen (GGSK), erfordern Großeinsätze, bei der ein verbands- oder länderübergreifender Kräfteaufruf (Alarmierung) vorgenommen und eingesetzt wird. Diese Einsätze werden von Polizeiführern, ggfs. mit Führungsstab, geleitet. Jeder geplante Einsatz mit einem größeren Kräfteansatz, z. B. Demonstrationen von mehreren hundert Personen, beruht auf einem Einsatzbefehl.
Teil jedes Einsatzes ist die Anwendung einer Einsatztaktik, die Eigensicherung sowie die Kommunikation mit der Leitstelle und/oder dem Einsatzleiter. Die Planung und Abwicklung wird in der Einsatzlehre beschrieben; die Führung von Einsätzen ist Teil der Einsatzlehre. Die Führung der Polizei im täglichen Dienst ist Teil der Führungslehre. Beide Gebiete können in der Ausbildung zum Fach Führungs- und Einsatzlehre (FEL) zusammengefasst werden.
Die Polizeidienstvorschrift 100 (Führung und Einsatz der Polizei) regelt die Taktik und Organisation. Die Praxis beim Einschreiten wird in der Einsatzausbildung vermittelt.
Im Voraus planbare Einsätze werden durch schriftliche Einsatzbefehle vorbereitet.
Es wird zwischen dem Polizeilichen Einzeldienst (Streifen) und dem Geschlossenen Einsatz unterschieden.